# Microplitis hyphantriae
Microplitis hyphantriae är en stekelart som beskrevs av William Harris Ashmead 1898. Microplitis hyphantriae ingår i släktet Microplitis och familjen bracksteklar. Inga underarter finns listade i Catalogue of Life.